# Día de Australia
El Día de Australia (en inglés: Australia Day), celebrado el 26 de enero, es el día nacional oficial de Australia, marcado por festejos y celebraciones, así como actos cívicos.

## Celebración

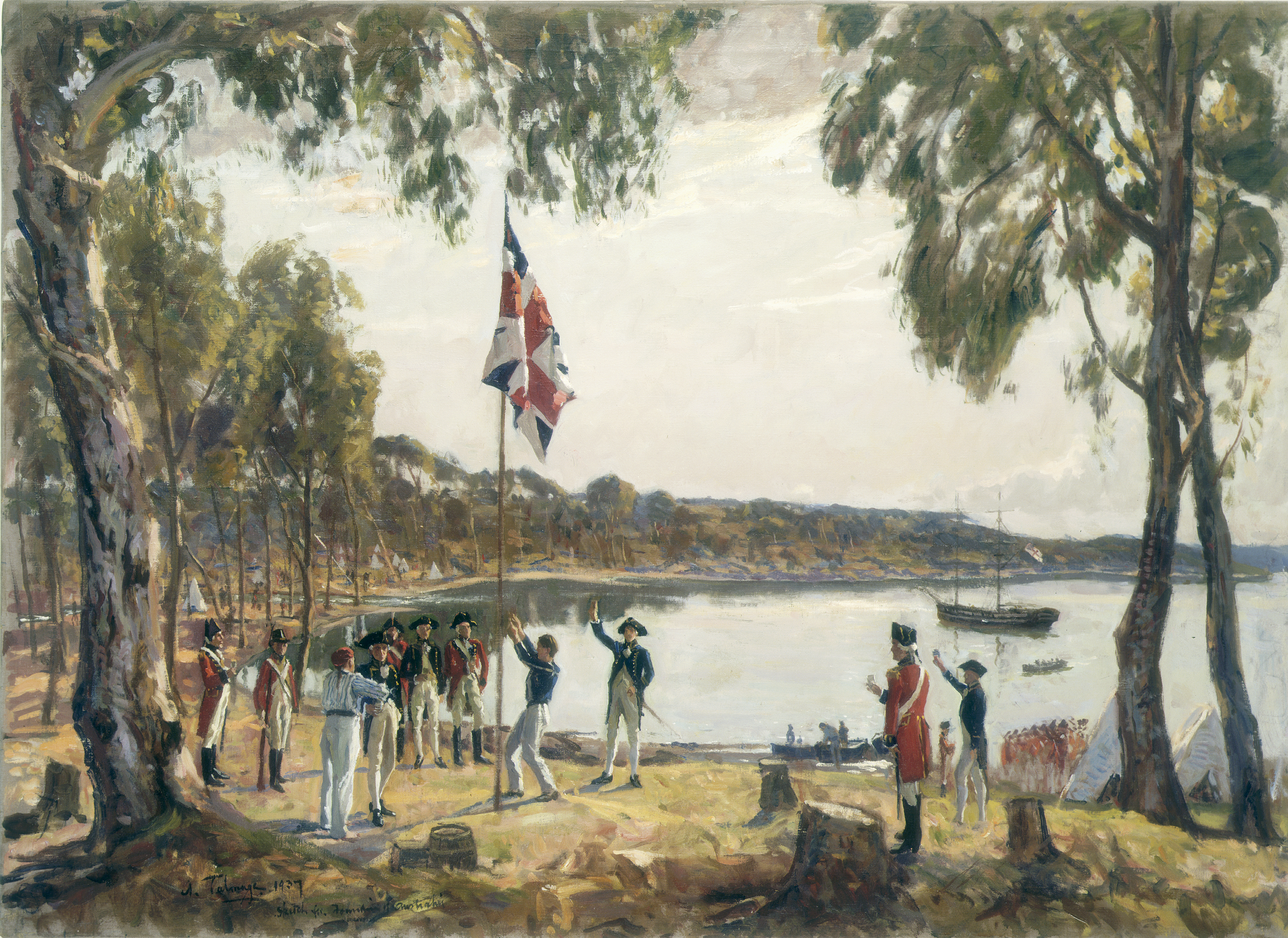
Descubrimiento de Australia.

El Día de Australia conmemora la llegada de Arthur Phillip con los once navíos de la Primera Flota a la cala de Sídney el 26 de enero de 1788.
En Sídney, la mayor ciudad del país, se conmemora la fecha con el desfile de barcos próximo al puente de la bahía. Hay presentaciones de artistas en Puerto Darling, donde, al final del día, se reúnen los mejores barcos del desfile.
La noche termina con todos cantando Advance Australia Fair (himno nacional de Australia) en frente de la iluminada e imponente bandera australiana que ondea en aquella bahía.
Las principales ceremonias, y también las más tradicionales, son la entrega de la Orden de Australia (Order of Australia) y el nombramiento del Australiano del año (Australian of the year). Ambos actos tienen como objetivo homenajear a personas que hayan alcanzado alguna honra para el país.